# Saint-Just-en-Chaussée
Saint-Just-en-Chaussée ist eine französische Stadt mit 5.940 Einwohnern (Stand: 1. Januar 2022) im Département Oise in der Region Hauts-de-France. Sie gehört zum Arrondissement Clermont und zum Gemeindeverband Communauté de communes du Plateau Picard.

## Geographie
Die Kleinstadt Saint-Just-en-Chaussée liegt 27 Kilometer nordöstlich von Beauvais. Am östlichen Ortsrand entspringt das Flüsschen Arré, das zur Brèche entwässert. Nachbargemeinden von Saint-Just-en-Chaussée sind Quinquempoix im Norden, Plainval im Nordosten, Ravenel im Osten, Angivillers und Lieuvillers im Südosten, Valescourt im Süden, Nourard-le-Franc im Westen und Catillon-Fumechon im Nordwesten. Der Bahnhof von Saint-Just-en-Chaussée liegt an der Bahnstrecke Paris–Lille. Durch den Ort führen die früheren Route nationale 38 und 329.

## Geschichte
Der Legende nach soll hier (oder auch in Amiens) der heilige Justus de Beauvais 287 als Zehnjähriger wegen seines Glaubens durch einen Römer enthauptet worden sein. Seine Reliquien sind in ganz Europa (auch mehrfach) zu finden.
1119 wurde die Abtei durch die Bischöfe von Beauvais gegründet, die hier eine ihrer Residenzen zwischen dem 12. und 14. Jahrhundert hatten. 1347 wurde das Château der Bischöfe geschleift.
Saint-Just wird in verschiedenen Quellen mit einem zwischen November 1939 und Mai 1940 existierenden Internierungslager in Verbindung gebracht. Tatsächlich befand sich dieses Camp de Plainval aber auf einem Bauernhof westlich von Plaival.

## Bevölkerungsentwicklung
| Jahr                       | 1962 | 1968 | 1975 | 1982 | 1990 | 1999 | 2006 | 2013 | 2021 |
| -------------------------- | ---- | ---- | ---- | ---- | ---- | ---- | ---- | ---- | ---- |
| Einwohner                  | 3575 | 3722 | 4063 | 4257 | 4927 | 5498 | 5516 | 5979 | 6060 |
| Quellen: Cassini und INSEE |      |      |      |      |      |      |      |      |      |

## Sehenswürdigkeiten
- Kirche Saint-Just aus dem 19. Jahrhundert im neogotischen Stil errichtet auf den Fundamenten früherer Kirchbauten, u. a. der 1636 von den Spaniern niedergebrannten Kirche
- Rathaus aus dem 19. Jahrhundert

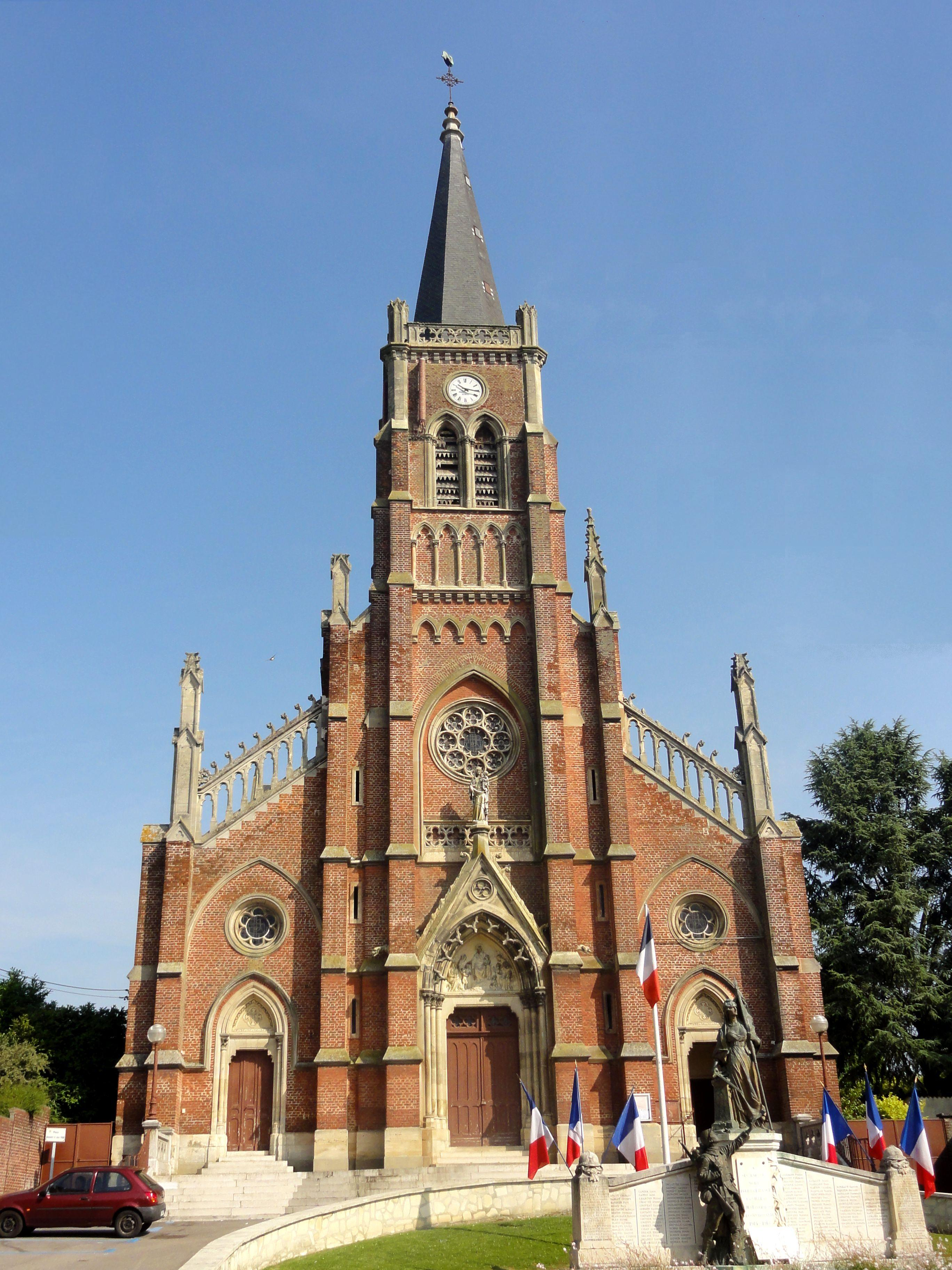
Kirche Saint-Just
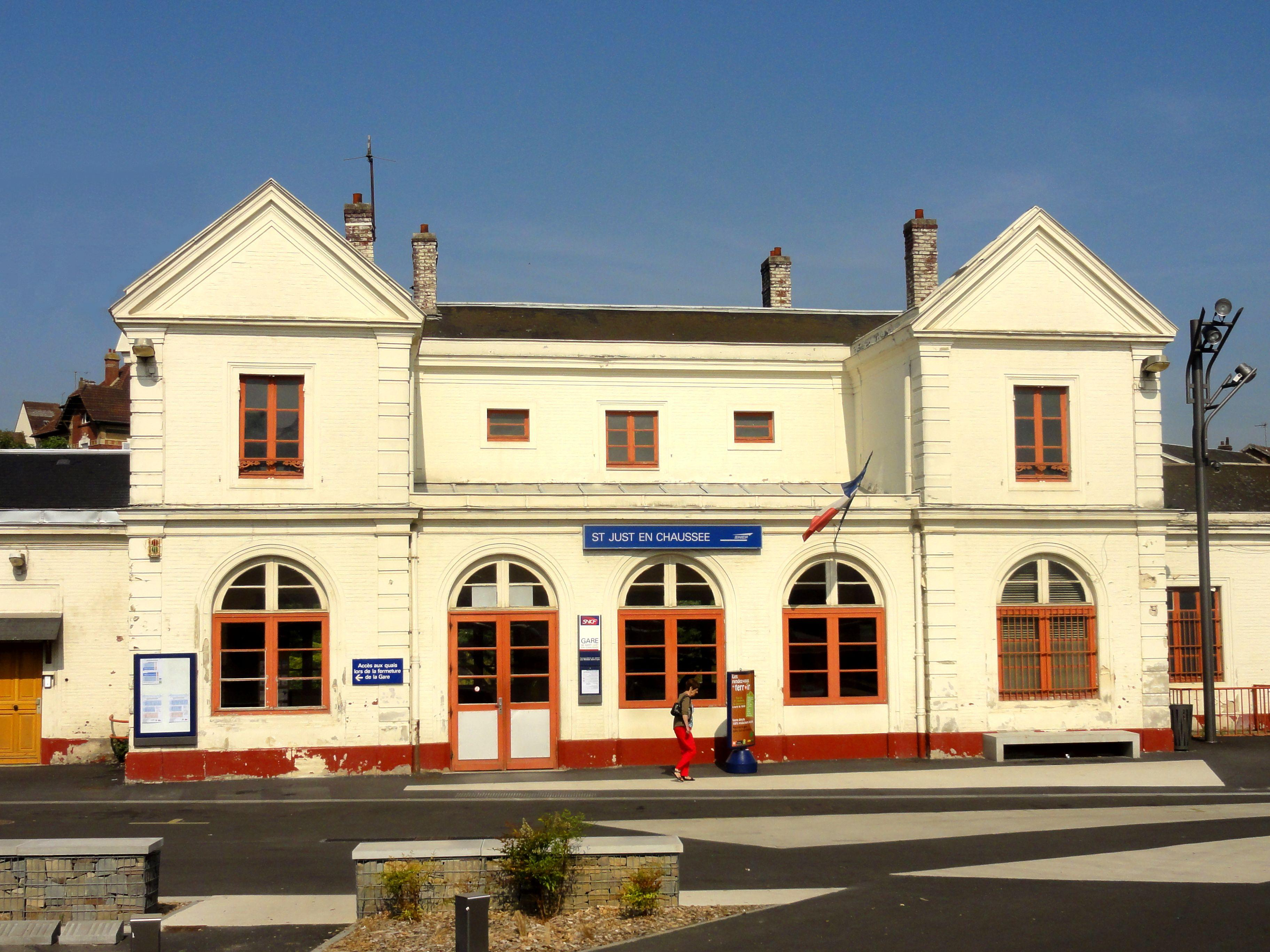
Bahnhof
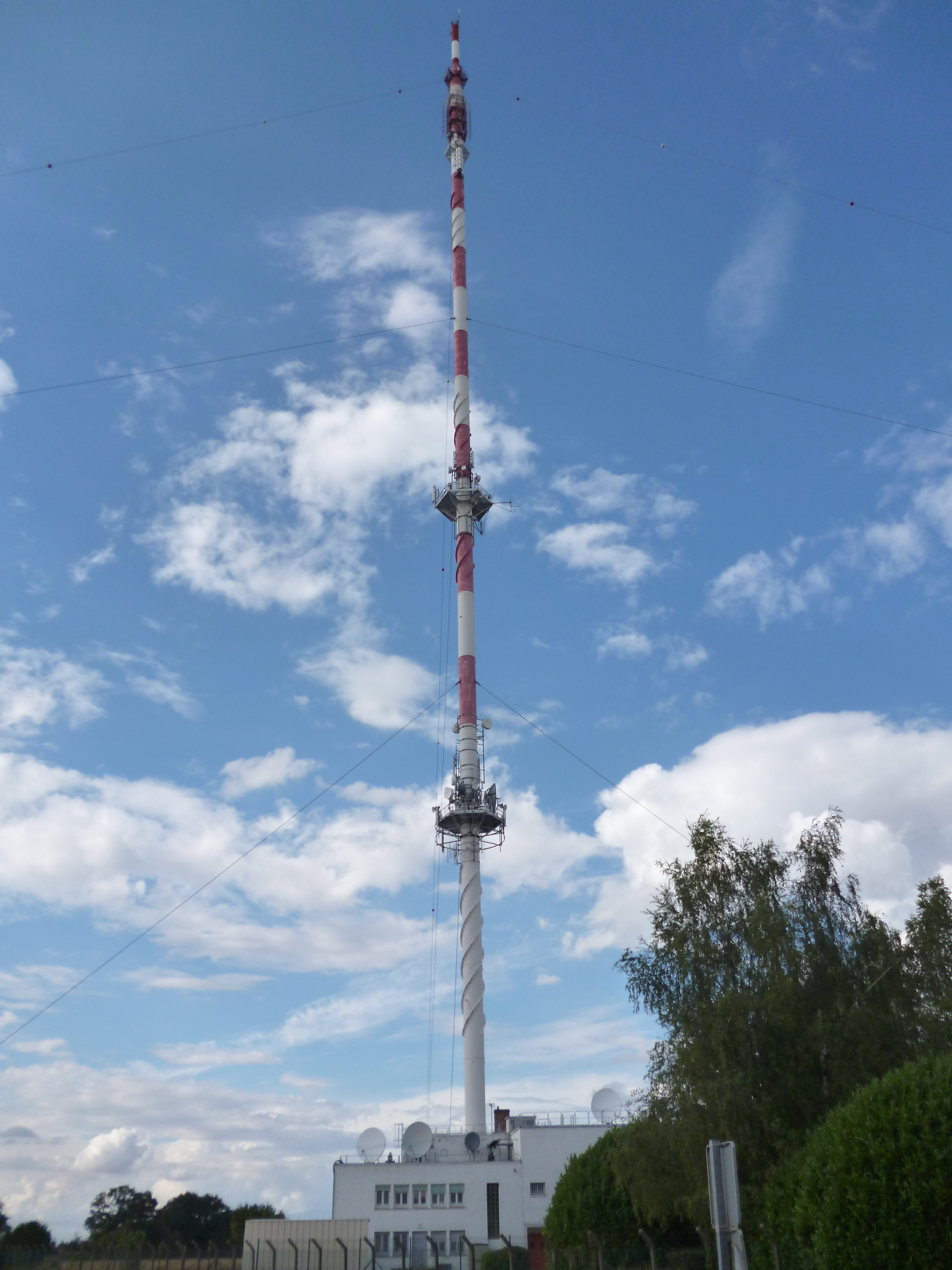
Funkturm
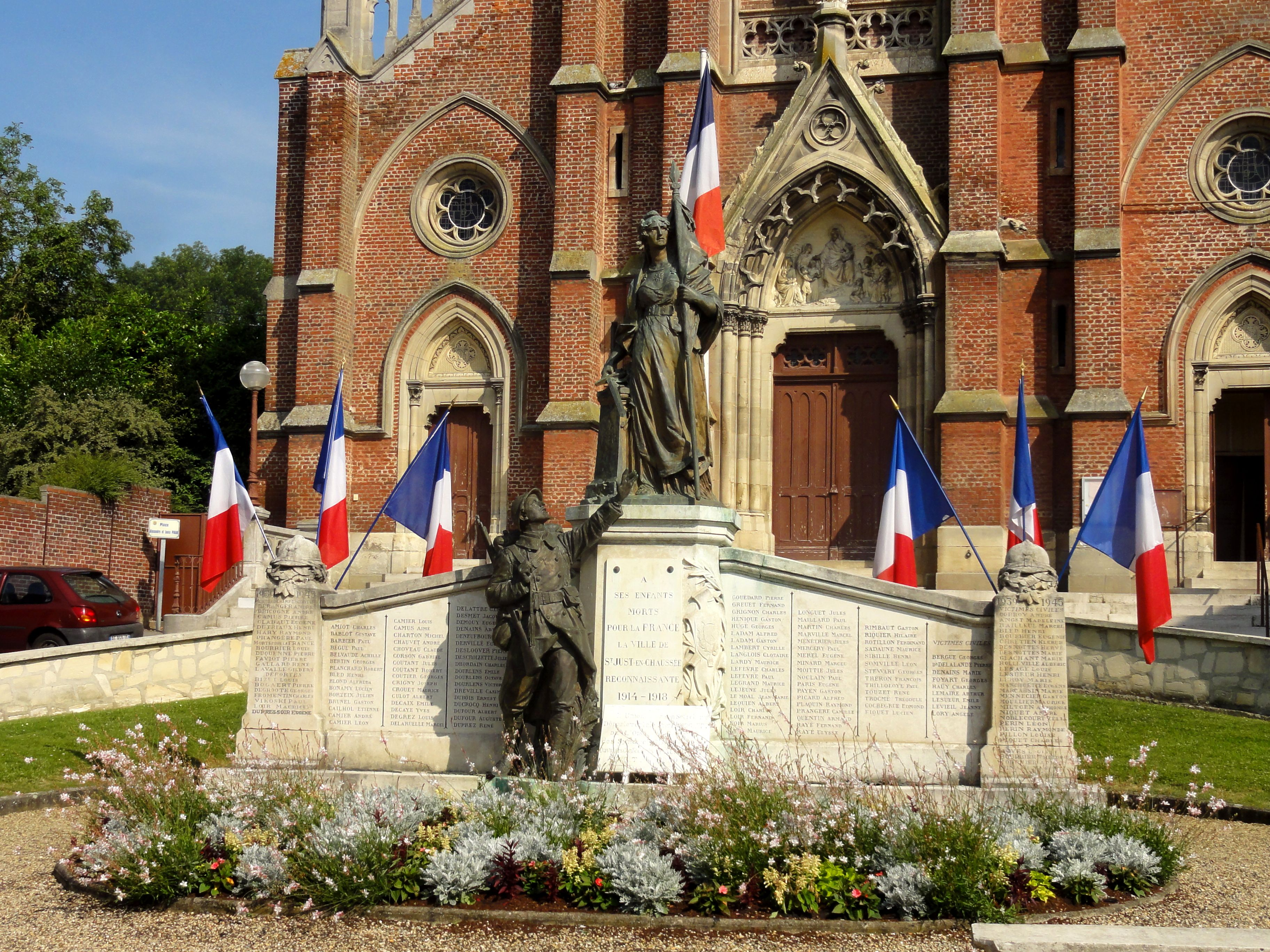
Gefallenendenkmal

## Persönlichkeiten
- René-Just Haüy (1743–1822), Mineraloge, Bruder von Valentin Haüy
- Valentin Haüy (1745–1822), Begründer der ersten Blindenschule, die auch von Louis Braille besucht wurde, Bruder von Rene-Just Haüy